# Marcillé-la-Ville
Marcillé-la-Ville è un comune francese di 827 abitanti situato nel dipartimento della Mayenne nella regione dei Paesi della Loira.

## Società

### Evoluzione demografica
Abitanti censiti